# 글랜퍼드 파크
글랜포드 파크(영어: Glanford Park)는 잉글랜드 링컨셔주 스컨소프에 위치한 축구 경기장으로, 수용 인원은 9,088명이며 스컨소프 유나이티드 FC의 홈 구장으로 사용되고 있다. 1988년 공사비 2,500,000 영국 파운드를 들여 개장했다.

## 같이 보기
- 스컨소프 유나이티드 FC